# Manuscrisul anonim
Manuscrisul anonim este un roman, scris de Debra Ginsberg în 2007, care îmbină elemente de ficțiune, dragoste și dramă. 
Romanul vorbește despre viața lui Angel Robinson, o fată ce iubește lectura și cărțile. Aceasta ajunge să fie angajata unuia dintre cei mai importanți agenți literari din America de Nord, Lucy Fiamma. Numele cărții vine de la romanul „Manuscrisul anonim”, scris în secret de Lucy Fiamma, personajul principal fiind exact Angel. Robinson este cea care trebuie să o ajute, cu toate că nu știe că șefa sa este autorul, romanul construindu-se pe baza vieții lui Angel. În cele din urmă misterul cărții este elucidat, Angel devenind un agent literar de succes.
Cartea a primit numeroase recenzii pozitive, fiind foarte apreciată de către criticii de specialitate. În România, romanul este publicat de către editura Humanitas, făcând parte din colecția Cocktail.

## Rezumat
Angel Robinson lucrează la librăria Blue Moon, împreună cu mentorul său, Elise Miller, care este și patroana librăriei. Aici, Robinson îl întâlnește pe Malcom, care devine în scurt timp iubitul său. Elise este nevoită să închidă librăria, Angel rămânând astfel fără loc de muncă. 
La sugestia lui Malcom, Angel se prezintă la agenția literară a lui Lucy Fiamma. În urma unui interviu, Robinson este aleasă spre a deveni asistenta lui Fiamma. Odată începută munca în agenție, Angel observă că este copleșită de numeroasele responsabilități pe care le primește. În scurt timp, aceasta observă că ajunge să nu mai beneficieze de timp liber sau viață personală, datorită numeroaselor manuscrise care trebuie citite. În urma lecturării manuscriselor, Angel trebuie să-i ajute pe toți autorii cu potențial. Personajul intră în grațiile lui Lucy după ce reușește să-i ofere un roman interesant, numit „Parco Lambro”. În agenție mai lucrează trei persoane, Anna, Nora, al cărei adevărat nume este Kelly și Craig. În urma vânzării romanului „Parco Lambro”, scris de Damiano Vero, cei patru s-au felicitat reciproc pentru succesul înregistrat de agenție. La scurt timp, însă Nora demisionează în urma unei discuții tensionate cu Lucy.
Între timp, în cadrul agenției, apar alte două manuscrise cu potențial, „Elvis va dansa la Nunta Ta” și „Manuscrisul anonim”. Toată atenția lui Angel se îndreaptă spre „Manuscrisul anonim”, carte a cărei acțiune se desfășoară într-o agenție literară. În urma numeroaselor chestiuni ce trebuie rezolvate de Angel pentru agenție, relația sa cu Malcom are de suferit. Robinson este convinsă de iubitul său să-i citească romanul pentru a-și spune părerea despre scrierea lui. A doua zi, ajunsă la agenție, Angel discută cu Lucy, cea din urmă descoperind romanul lui Malcom. Lucy îi promită lui Angel că-i va citi romanul iubitului său. În urma lecturării primelor pagini ale romanului, Fiamma își manifestă dezamăgirea față de Angel, susținând faptul că aceasta nu ar trebui să-și piardă vreamea cu un bărbat, care ar opri-o din ascensiunea pe plan profesional. În urma acestui episod, Malcom este furios, considerând-o pe Angel vinovată de faptul că romanul lui nu a intrat pe lista priorităților agenției Fiamma. Pentru a se revanșa față de Angel, Lucy îi invită pe ea și pe Malcom la o cină în casa acesteia.
La cina organizată în casa lui Lucy se mai aflau Damiano și Anna, cea din urmă fiind pe post de bucătăreasă. Pe tot parcursul cinei, Malcom îi face numeroase complimente lui Lucy, lucru ce o deranjează vizibil pe Angel. Aceasta reușește totuși să poarte o discuție foarte plăcută cu Damiano, acesta dându-i e înțeles că este alături de ea. Odată plecați din vila lui Lucy cei doi încep o ceartă, Malcom acuzând-o pe Angel de faptul că ar fi avut relații de natură sexuală atât cu Damiano cât și cu Lucy, acesta susținând că cea din urmă era foarte mulțumită de prezența lui Angel și era aproape tot timpul în preajma ei. Cei doi încheie discuția considerând că ar fi ma bine să-și întrerupă relația pe moment.
În acest timp, Angel primește numeroase vizite și cadouri din partea lui Damiano. Pe lângă acest aspect plăcut din viața sa, personajul este tulburat de romanul „Manuscrisul anonim”, a cărui personaj principal Alice este extrem de asemănător cu ea. Între timp, în locul Norei este angajat Jackson Stark. De asemenea, personajul regăsește manuscrisul trimis la agenție de către Shelly Franklin și trebuie s se ocupe de el.
În cadrul cinei din casa lui Lucy, Fiamma o informează pe Angel că o va însoții în călătoria pe care urmează so o efectueze la New York. Astfel în timp ce se află în avion, Angel o întâlnește pe Sunny, pe numele ei adevărat Solange Martin, o scriitoare. Aceasta îi povestește lui Angel despre cartea sa, „Luna Tămăduitoare”, și atunci Robinson hotărăște că ea va fi cea care va vinde cartea lui Sunny. Odată ajunse la New York cele două intră în sediul agenției lui Natalie Weinstein, unul dintre cei mai importanți editori. Într-un moment în care Lucy părăsește biroul lui Natalie, Angel îi vorbește lui Weinstein despre cartea lui Sunny.
După o zi întreagă de ședințe și prezentări, Angel ajunge la hotel cu puțin după miezul nopții, moment în care Damiano ajunge la ușa camerei sale. După o scurtă discuție cei doi au o aventură. În urma acestei acțiuni cei doi încep să se certe, Angel crezând că el ar putea fi autorului „Manuscrisului anonim”. În urma acestei discuții Angel cade într-o depresie. A doua zi Lucy intenționează să o ducă pe Angel la un salon de coafură și să-i cumere haine noi, însă Robinson refuză și este lăsată să-și pregătească bajajele sper a ajunge acasă, Lucy motivând că mai rămâne în New York o zi.
Odată ajunsă de la New York, Angel primește un telefon de la Jackson, care o informează că Lucy este la agenție și organizează licitația pentru „Elvis va dansa la Nunta Ta”. Robinson este drutată, întrucât Lucy îi spusese că va rămâne în New York încă o zi. Odată ajnsă la agenție Angel ia parte la ședința organizată de Lucy, au cei patru mebria ai agenției au început să discute despre romanul lui Shelly. Fiamma și Robinson iau legătura cu Shelly pentru a se pune de acord în legătură cu oferta pentru roman, însă sunt puse într-un impas, întrucât pentru a putea vinde cartea este nevoie ca autoarea să includă jocul de poker în acțiunea romanului. În urma unei discuții tensinate între Lucy și Franklin, Angel apare cu soluția salvatoare, explicându-i autoarei cum poate transforma poker-ul în tema centrală a cărții.
Misterul „Manuscrisului anonim” se adâncește, Angel devenind tot mai panicată de ceea ce primește de la autorul romanului, întrucât personajele cărții aveau corespondenți în viața reală și făceau exact aceleași lucruri ca și personajele prezente în carte. Într-un moment de disperare, Robinson o roagă pe Lucy să renunțe la această carte, crezând cu tărie că Malcom este cel ce scrier cartea.
Peste puțin timp Angel primește alte pagini din roman, autorul considerând că este nevoie să introducă în carte și motivul crimei, ucigand personajul ce îl avea drept corespondent în viața reală pe Damiano. După o serei de mesaje trimise, Angel îl zărește pe Malcom la ușa apartamentului ei. În același timp, însă primește un nou mesaj, convingându-se într-un final că nu fostul său iubit este autorul „Manuscrisului anonim”. În acel moment, Malcom îi mărturisește lui Angel că a avut aventuri amoroase atât cu Lucy cât și cu Anna. 
După acest episod nefericit, Angel ajunge la casa lui Elise din San Anselmo, unde era așteptată de mentorul ei. Cu prilejul acestei vizite, Robinson I se confesează lui Elise, spunându-i toată povestea. În acel moment, primește o carte a cărei autore era chiar șefa sa, Lucy Fiamma. După ce o răsfoi poțin, Angel își dădu seama de faptul că Lucy este autorul misteriosului roman.
În dimineața zilei următoare, Angel se reîntâlnește cu Damiano iar mai apoi pleacă la agenție, unde o așteaptă pe Lucy în biroul ei. Odată ce Fiamma ajunge, cele două încep o discuție, Robinson demisionând și încheind orice legătură cu Lucy.
În epilogul de la sfârșitul romanului sunt prezentate diferite aspecte, ca un final al poveștii:
- Apare cel de-al doilea roman al lui Karanuk, agenta literară ce s-a ocupat de vânzarea sa fiind Angel;
- Cartea lui Sunny îi este vândută lui Natalie tot de către Robinson;
- Biblioteca lui Elise este redeschisă, cu sprijinul lui Angel, numindu-se Blue Moon 2;
- Angel primește premiul „Agentul Literar al Anului”;
- Hillary Robinson scrie o carte cu experiența acumulară în călătoriile sale, care îi este vândută lui Gordon Hart
- Karanuk apare pentru prima dată în public la librăria lui Elise, pentru o sesiune de autografe, unde sunt prezenți și Angel împreună cu soțul ei Damiano.

## Personajele
| Personajul        | Rolul Său          |
| ----------------- | ------------------ |
| Angel Robinson    | Personaj principal |
| Lucy Fiamma       | Personaj principal |
| Damiano Vero      | Personaj principal |
| Malcom            | Personaj secundar  |
| Anna Anderson     | Personaj secundar  |
| Craig Johnson     | Personaj secundar  |
| Jackson Stark     | Personaj episodic  |
| Elise Miller      | Personaj episodic  |
| Nora/Kelly        | Personaj episodic  |
| Solange Martin    | Personaj episodic  |
| Hillary Robinson  | Personaj episodic  |
| Natalie Weinstein | Personaj episodic  |
| Karanuk           | Personaj episodic  |
| Gordon Hart       | Personaj episodic  |
| Shelly Franklin   | Personaj episodic  |
| Peter Johnson     | Personaj episodic  |
| Julia Sawnn       | Personaj episodic  |
| Tatăl lui Angel   | Personaj figurant  |

### Despre Personaje
- Angel Robinson este personajul principal al acestui roman. Angel are o pasiune pentru cătți, fapt pentru care începutul romanului o găsește ca angajată a unei librării. Aici, personajul îl întâlnește și pe Malcom, care ulterior devine iubitul ei. În scurt timp librăria se închide, Angel angajându-se la agenția literară Lucy Fiamma. Aceasta a crescut doar împreună cu mama sa, fără a-și cunoaște tatăl. Angel își iubea slujba de la Blue Moon însă își dorea o carieră, lucru ce o determină să intre la agenția lui Lucy. Pe tot parcursul romanului, Angel este marcată de „Manuscrisul anonim” și de autorul necunoscut al acestuia, fiind vulnerabilă în fața acestuia. La sfârșitul romanului, Angel devine un agent literar respectabil, obținând cariera pe care și-o dorea. De asemenea, pesonajul își descoperă adevărata dragoste în persoana lui Damiano Vero.

- Lucy Fiamma este un alt personaj principal al romanului. Aceasta deține o agenție literară, agenție ce-i poartă numele. Lucy are un caracter dificil, lucru observat de toate persoanele aflate în jurul său. Personajul este descris de către narator (Angel) ca fiind neobosit și mereu cu dorința de a muncii. Cu toate că este descrisă ca fiind neînfricată, în timpul călătoriei cu avionul spre New York are o atitudine ciudată, fiind speriată de zbor. Înainte de a deveni agent literar, Lucy era scriitoare, publicând romanul „Inimă Înflăcărată”.

- Damiano Vero este ultimul personaj principal al romanului. Damiano este un tânăr originar din Italia, dependent de droguri, care ajunge în America, unde se redresează. În urma acestei experiențe neplăcute, el se hotărăște să scrie un roman autobiografic despre viața sa. Romanul este corectat de Angel și vândut de Lucy pentru suma de 500,000$. În urma acestei reușite, damiano începe să se apropie de Angel, încercând să-i mulțumească pentru ajutorul ei. În final cei doi se căsătoresc.

- Malcom este unul dintre personajele secundare ale romanului. Acesta este chelner, cu aspirații de scriitor și în primă fază este iubitul lui Angel. Acesta dorește să-i fie publicat romanul, „Puterea Minciunii”, însă acest vis nu i se îndeplinește. În urma unei discuții tensionate, el și Robinson se despart temporar, pentru ca mai apoi să își spună Adio pentru totdeauna. Acest lucru se întâmplă după ce îi mărturisește iubitei lui despre faptul că a avut aventuri amoroase cu Lucy și Anna.

- Anna Anderson este un alt personaj secundar al romanului. Anna este angajata lui Lucy Fiamma, descrisă de angel ca fiind plinuță și blondă. Anna este un personaj care încearcă întotdeauna să intre în grațiile șefei sale, Lucy. Totuși, aceasta nu este apreciată de Lucy, tratând-o cu un aer infinit superior, cum se comportă, de altfel, cu toate persoanele din jurul său. Anna se consideră superioară față de Angel, însă cele două se înțeleg în cele din urmă, devenind prietene.

- Craig Johnson este mâna dreaptă a lui Lucy, ascultând-o în tot ceea ce aceasta spune. Acesta este un personaj secundar. Craig este descris ca fiind un bărbat slab și obosit, aspecte reliefate în aproape toate momentele în care acesta este prezent.

- Elise Miller este o persoană de vârstă mijlocie, fiind descrisă ca o persoană caldă. Aceasta este prezentată ca fiind mentorul lui Angel și patroana librăriei Blue Moon. Elise este un personaj episodic, ce o ajută pe Angel să descopere cine este autorul „Manuscrisului anonim”.

- Nora/Kelly este un alt personaj episodic. Adevăratul nume al personajului este Kelly, însă toți cei din agenție o numeau Nora. Nora este descrisă de Angel ca fiind o persoană obosită, abătută și nedormită. Nora muncește mult la agenție, în final demisionând în urma unei discuții tensionate cu Lucy. Momentul când își strânge lucrurile și pleacă din agenție este ultima dată când este amintită în roman.

- Jackson Stark este un personaj episodic, apărut pe la mijlocul acțiunii. Jackson este o persoană dispusă să învețe să se descurce în agenție. Cu toate că încep cu o ceartă, el și Angel devin fosrte buni prieteni, acesta informând-o de tot ce se petrece în  agenție la momentul când se afla la New York, împreună cu Lucy.

- Solange Martin este o autoare pe care Angel o întâlnește, în avion, în drum spre New York. Aceasta este autoarea cărții „Luna Tămăduitoare”, care la sfârșitul romanului este vândută unui editor important din lumea literară.

- Hillary Robinson este mama lui Angel. Aceasta, deși este celibatară convinsă, își iubește fiica, numind-o îngerul ei.

- Karanuk este unul dintre scriitorii publicați de Lucy Fiamma. Acesta este autorul romanului „Frig!”, descris ca un bestseller internațional.

- Natalie Weinstein este un editor la care Lucy apelează pentru a participa la licitația ce urmează a fi făcută în vederea vânzării romanului lui Damiano. Lucy folosește prețul propus de Natalie ca preț de pornire în licitație. Totuși, în epilogul de la sfârșitul romanului, se specifică faptul că „Luna Tămăduitoare” îi este vândută editoarei.

- Shelly Franklin este un autor ce-și trimite manuscrisul la agenția lui Lucy Fiamma. Aceasta primește o ofertă din partea editoarei Julia Sawnn, însă aceasta este condiționată cu introducerea jocului de poker în roman, întrucât acesta este la mare căutare. Datorită lui Angel, care sugerează ca poker-ul să fie introdus ca temă principală în roman, Shelly este mulțumită.

- Gordon Hart este un editor important, căruia îi este vândută cartea „Dezgheț”. De asemenea, acesta mai are o apariție în începutul romanului când încearcă să ia legătura cu Lucy însă nu reușește.

- Peter Johnson este un autor de romane polițiste ce aspiră să fie publicat însă este refuzat de fiecare dată. În urma undei discuții telefonice aprinse cu Angel, acesta încetează să mai sune.

- Julia Sawnn este un editor care apare în roman în timpul călătoriei lui Lucy în New York. Aceasta cumpără romanul lui Shelly Franklin, „Elvis va Dansa la Nunta Ta”.

## Romanele prezente în Manuscrisul anonim
În „Manuscrisul anonim” diferite personaje sunt scriitori ce aspiră la popularitate. Astfel în roman sunt prezente diferite titluri de romane ale căror autori sunt personajele. În tabelul de mai jos se găsește personajul și cartea scrisă de acesta. 
| Romanul                                                                  | Personajul           |
| ------------------------------------------------------------------------ | -------------------- |
| „Manuscrisul anonim”                                                     | G/Lucy Fiamma        |
| „Frig!”                                                                  | Karanuk              |
| „Parco Lambro”                                                           | Damiano Vero         |
| „Puterea Minciunii”                                                      | Malcom               |
| „Elvis va Dansa la Nunta Ta”                                             | Shelly Franklin      |
| „Luna Tămăduitoare”                                                      | Sunny/Solange Martin |
| „Inimă Înflăcărată”                                                      | Lucy Fiamma          |
| „Penumbră: Despre Vrăjitoare, zeițe și alte femei cu puteri Paranormale” | Hillary Robinson     |
| „Dezgheț”                                                                | Karanuk              |
| „Umbre Prelungi”                                                         | Autor nespecificat   |

### Despre Cărți
- „Manuscrisul anonim” este cartea în jurul căreia se construiește romanul Debrei Ginsber. Povestea acestei cărți începe când la agenția lui Lucy Fiamma sosește un manuscris (anonim) cu primele pagini ale cărții. Începutul romanului îi captează atenția lui Angel, care consideră „Manuscrisul anonim” un posibil succes. Acțiunea cărții se petrece într-o agenție literară. Cu timpul, autorul anonim, pe care Angel îl numește G construiește romanul cu ajutorul și corecturile personajului principal. Robinson observă tot mai multe similitudini între viața sa și viața personajului principal din roman, Alice. Angel începe să-l bănuiască pe Malcom, iubitul său, că ar fi autorul „Manuscrisului anonim”, întrucât în roman apăreau multe evenimente ce i se întâmplau și ei. De asemenea, Robinson își dă seama că Alice are un tatuaj pe unul dintre sâni, la fel ca ea, acest lucru determinând-o să-l considere pe Malcom autorul misteriosului roman. După o cădere nervoasă, Angel o vizitează pe Elise care îi oferă o carte veche găsită în timp ce împacheta la Blue Moon. Autorul acestei cărți este nimeni alta decât șefa sa Lucy Fiamma. Astfel, Angel descoperă adevăratul autor al „Manuscrisului anonim”.

- „Frig!” este cartea ce a făcut-o faimoasă pe Lucy Fiamma, devenind un Bestseller la nivel internațional. Autorul romanului, Karanuk, era o persoană misterioasă, nefiind vâzut în public niciodată. În roman se fac numeroase referiri la „Frig!” și la autor. Romanul se referă la viața în ținuturile înghețate.

- „Parco Lambro” este romanul lui Damiano Vero. Acesta este adus în faza finală cu ajutorul lui Angel, care îl ajută pe autor cu diferite sugestii și corectări. Romanul este o autobigrafie a lui Damiano, care explică cum venirea în America l-a ajutat să scape de dependența de droguri.

- „Puterea Minciunii” este romanul lui Malcom. Naratorul (Angel) subliniază faptul că Malcom a trimis un manuscris ce conținea primele pagini ale romanului la agenția lui Lucy Fiamma, însă a fost refuzat. Astfel, atunci când Angel rămâne fără loc de muncă el îi propune să se prezințe la agenția lui Lucy spre a-și încerca norocul. Malcom, dorește ca Angel să lucreze la acea agenție pentru a-l ajuta cu publicarea romanului său, „Puterea Minciunii”. Romanul ajunge în mâinile lui Lucy, care îl consideră a fi slab și îi sugerează lui Angel să-l informeze pe Malcom de faptul că ar fi bine să-l rescrie.

- „Elvis va Dansa la Nunta Ta” este un roman scris de Shelly Franklin, o scriitoare ce-și trimite manuscrisul în cadrul agenției Lucy Fiamma. Cartea vorbește despre călătoria unor tineri la Las Vegas pentru a-și unii destinele. Romanul ajunge să primească importață, în urma referatului realizat de Angel care susține că manuscrisul pare să aibă potențial. În timpul călătoriei efectuate de Lucy și Angel la New York, Lucy reușește să obțină o ofertă atrăgătoare pentru roman, de la editor-ul Julia Sawnn. Singura condiție pentru semnarea contractului este introducerea în roman a conceptului de poker. Shelly acceptă să introducă poker-ul în roman, însă motivează că nu are cunoștințe despre acest joc. În urma unei discuții tensionate între autoare și Lucy, Angel reușește să o îi ofere o alternativă accesibilă, realizând din poker tema principală a romanului.

- „Luna Tămăduitoare” este un roman scris de Solange Martin. Acest roman este construit pe baza bestsaller-ului Codul lui Da Vinci. Angel o întâlnește pe Solange Sunny Martin în avionul cu care decolează împreună cu Lucy la New York. În avion cele două încep o conversație în urma căreia Angel îi dezvăluie lui Sunny că lucrează pentru agentul literar Lucy Fiamma. În cele din urmă, Solange începe să-i povestească lui Angel despre romanul său. Odată ajunse la New York Lucy și Angel intră în contact cu editorul Natalie Weinstein. Personajul principal ajunge să discute în privat cu Natalie, spunându-i de existența romanului lui Sunny. Angle dorește ca acest roman să fie vândut de ea, fără știrea lui Lucy. La finalul romanului Debrei Ginsberg, Angel reușește să-i vândă „Luna Tămăduitoare” lui Natalie Weinstein.

- „Inimă Înflăcărată” este un roman scris de Lucy Fiamma. Această carte a fost publicată înainte ca Lucy să devină agent literar. Cartea șefei lui Angel era povestea unei dame de companie care era una dintre cele mai solicitate persoane din această profesie, până când „a fost trădată ... de inima ei înflăcărată”. După ce Elise îi arată romanul, Angel își dă seama de faptul că Lucy Fiamma este autorul misterios al „Manuscrisul anonim”.

- „Penumbră: Despre Vrăjitoare, zeițe și alte femei cu puteri Paranormale” este cartea scrisă de mama lui Angel, Hillary Robinson, în urma călătoriilor efectuate în diferite locuri ale lumii.

- „Dezgheț” este cea de-a doua carte scrisă de Karanuk. Aceasta este vândută de Angel după plecare din agenția lui Lucy.

- „Umbre Prelungi” este un roman la care se face referire în momentul în care Angel se prezintă la agenție spre a se angaja. Despre acest roman, Angel spune că autoarea (nespecificată) nu a mai realizat o altă carte.

## Recenzii
Manuscrisul anonim a primit în general recenzii pozitive, criticii de specialitate felicitând-o pe autoare pentru roman.
| “ | Debra Ginsberg spune povestea unui înger (Angel), bântuit de un demon (Damiano). Pentru așa ceva trebuie să deții arta subtilă de a-ți contraria cititorii și de a-i îndruma cu surâsuri complice pe piste false. Ginsberg are un spirit de ticluitor umbros și fler de copoi gata să adulmece succesul. „Manuscrisului anonim” nu e doar o glumă care se îngroasă mortal, ci și dovada că viața unui comerciant de thrillere poate deveni la rându-i un thriller. | ” |

Recenzie de Radu Paraschivescu
| “ | O privire interioară hilară. Este un mister inteligent, pe măsură ce Ginsberg crește cu pricepere suspansul. | ” |

Recenzie de New York Times
| “ | Depune o bucurie de netrecut. o poveste ingenios spusă, care îmbină mai multe genuri, combinând intrigă, dragoste, puțin mister și personajele feminine puterice. Iubitorii de cărți se vor bucura de privirea lui Ginsberg în indusria publicistică. | ” |

Recenzie de USA Today
| “ | Plăcerea vine în valuri ... dacă ești o persoană căreia îi plac cărțile, răsfață-te și aruncă o privire la „Manuscrisului anonim”. | ” |

Recenzie de Carolyn See, Washington Post